# Little Man (album)
Little Man è un album in studio del gruppo musicale britannico The Pineapple Thief, pubblicato nel 2006.

## Tracce
1. Dead in the Water – 5:45
2. God Bless the Child – 4:59
3. Wilting Violet – 4:41
4. Wait – 3:22
5. Run a Mile – 6:39
6. Little Man – 4:17
7. November – 6:50
8. Boxing Days – 3:53
9. Snowdrops – 5:44
10. We Love You – 4:26

## Formazione
- Bruce Soord – voce, chitarra, tastiera, percussioni
- Steve Kitch – pianoforte, Rhodes, tastiera, mellotron
- Jon Sykes – basso, cori
- Nik Lang - batteria